# Kyra (Insel)
Kyra (griechisch Κυρά (f. sg.)) ist eine unbewohnte kleine Insel im Saronischen Golf in Griechenland. Sie liegt etwa 5 km westlich von Angistri und gehört auch zur Gemeinde Angistri. Sie hat eine Läge von 1,75 km, eine Breite von etwa 0,7 km und eine Fläche von etwa 0,8 km². Die höchste Erhebung der Insel hat eine Höhe von 132 m. Etwa 1,5 km westlich liegt das Inselchen Spalathonisi (n. sg.).
Im Süden von Kyra gibt es einige kleine Strände, die im Sommer von Ausflugsbooten angesteuert werden. Im 19. Jahrhundert vermutete man, dass Kyras antiker Name Kekryphaleia (Κεκρυφάλεια ‚geschmückter Kopf‘ (f. sg.)) lautete. Heute glaubt man jedoch, dass es sich um die bei Plinius dem Älteren Pityonesos (Πιτυόνησος ‚Pinieninsel‘ (f. sg.)) genannte Insel handelt und dass sie früher mit Pinien bewaldet war. 